# Stripkoerier
De Stripkoerier was een Nederlandse stripkrant voor de jeugd in tabloid-formaat. Het stripblad was in 1977 opgericht op initiatief van Martin Lodewijk en werd uitgegeven door uitgeverij Oberon. De Stripkoerier verscheen in 1977 en 1978 tweewekelijks en in totaal 21 keer.
De Stripkoerier bevatte vertaalde Amerikaanse krantenstrips. Er werden onder andere de volgende strips in gepubliceerd:
- Flash Gordon
- Flippie Flink
- Hägar de Verschrikkelijke
- The Heart of Juliet Jones
- The Katzenjammer Kids
- Mandrake the Magician
- Piet de zwerver
- Popeye
- Prins Valiant
- Rip Kirby